# میکا(موشک)
موشک میکا یک موشک هوا به هوا کوتاه برد ساخت فرانسه است. این موشک توسط شرکت ام‌بی‌دی‌ای طراحی و ساخته شده‌است و توانایی شلیک کن و فراموش کن در این موشک دیده می‌شود. همچنین نسخه دریا پایه و زمین پایه در نقش پدافندی برای این موشک تولید شده‌است. این موشک تقریباً همتای موشک اسپاروی آمریکایی است اما با قابلیت‌های پیشرفته تر. در حال حاضر این موشک از روی جنگنده‌های میراژ۲۰۰۰ و داسو رافال و سوخوی ۳۰ پرتاب می‌شود.

## مشخصات
موشک میکا دارای دو نوع سیستم هدایت است. مدل آر-اف دارای جستجوگر رادار فعال و آی-آر دارای جستجوگر مادون قرمز است. هر دو جستجوگر جنگ الکترونیک متقابل مانند شعله‌های چف و فلر طراحی شده‌اند. موشک دارای بالچه‌های هدایت کننده بر روی موتور خود است، که این مسئله قدرت مانوور موشک را افزایش می‌دهد. همچنین خلبان می‌تواند اول موشک را شلیک کند و بعد با نگاه کردن به هدف موشک روی آن قفل شود. مدل آی-آر که بر روی رافال نصب شده‌است، می‌تواند تصاویر سایکر حرارتی خود را به سیستم پردازش داده مرکزی ارائه دهد.

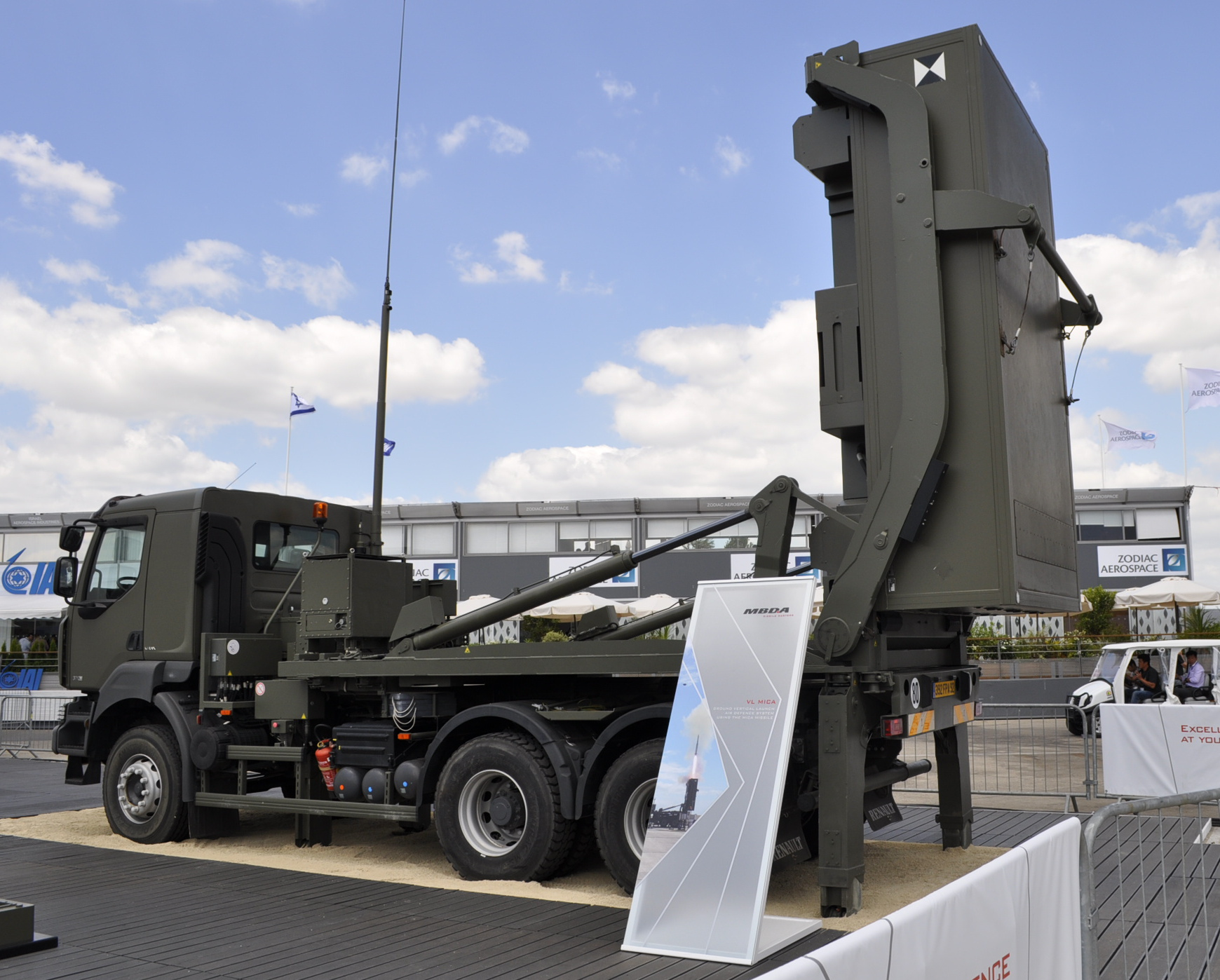
میکا وی ال در نمایشگاه هوایی پاریس ۲۰۱۵

میکا همچنین می‌تواند به عنوان یک موشک زمین به هوا کوتاه برد استفاده شود. این موشک در یک نسخه زمین پایه، میکا وی-ال، که از یک سیلوی پرتاب سوار بر کامیون شلیک می‌شود، و یک نسخه دریا پایه، میکا وی ال-ام، که از یک سیلوی پرتاب عمودی کشتی شلیک می‌شود، تولید شده‌است.

## کاربران
کاربران کنونی:

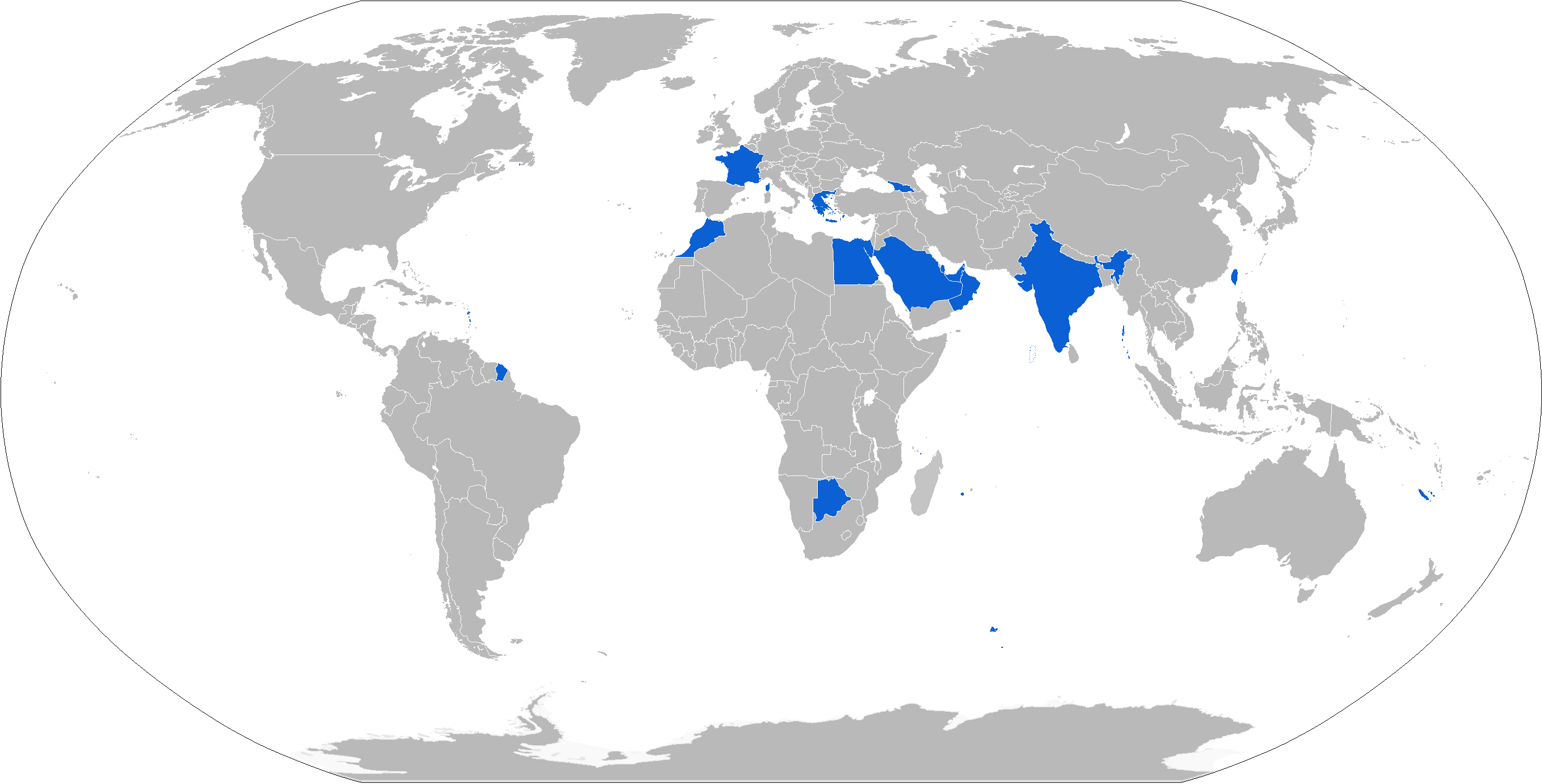
کاربران موشک به رنگ آبی

- بوتسوانا:نیروی زمینی بوتسوانا: موشک میکا وی ال در نقش پدافندی، در سال ۲۰۱۶ خریداری شد.
- مصر
  - نیروی هوایی مصر: موشک میکا نسخه ئی ام و آی ار مورد استفاده در هواپیماهای رافال.
  - نیروی دریایی مصر: موشک میکا وی ال-ام روی ناوچه کلاس گوویند نصب شده‌است.
- فرانسه
  -  :نیروی هوایی و فضایی فرانسه: در هواپیماهای Mirage 2000، و رافال استفاده می‌شود.
  - نیروی دریایی فرانسه: در هواپیماهای رافال ام و زیردریایی کلاس باراکودا در نقش پدافندی استفاده می‌شود.
- گرجستان

- - نیروی هوایی گرجستان: موشک میکا وی ال به همراه رادارهای گراند مستر ۲۰۰و ۴۰۰ تولید تالس.
- یونان
  - نیروی هوایی یونان: موشک میکا مدل ئی ام و آی ار در جنگنده‌های داسو میراژ ۲۰۰۰ و داسو رافال.
- هند
  - نیروی هوایی هند: ۲۰۰ موشک میکا آی آر و ۱۰۰۰ موشک میکا آر اف برای استفاده بر روی میراژ۲۰۰۰ و داسو رافال. در تازه‌ترین تمرین‌ها نیروی هوایی هند موشک میکا را از هواپیمای سوخوی Su-30MKI با موفقیت آزمایش کرد.
  - نیروی دریایی هند: در زیردریایی‌های کلاس کلواری
- اندونزی
  - نیروی دریایی اندونزی: موشک میکا وی ال-ام برای استفاده در ناوچه‌های کلاس مارتادیناتا.
- مراکش
  - نیروی هوایی سلطنتی مراکش
  - نیروی دریایی سلطنتی مراکش: میکا وی ال-ام بر روی ناوچه کلاس سیگما نصب شده‌است.
- عمان
  - گارد سلطنتی عمان: استفاده به عنوان پدافند (تحویل ۵۰ موشک وی ال در سال ۲۰۱۲)
  - نیروی دریایی سلطنتی عمان: موشک میکا وی ال-ام مورد استفاده در ناوهای کلاس خریف (سفارش در سال ۲۰۰۸، تحویل در ۲۰۱۳–۲۰۱۴، ۶۰ موشک)
- قطر
  - نیروی هوایی قطر
- عربستان سعودی
  - در پدافند هوایی به عنوان نقش پدافندی موشک میکا وی ال استفاده می‌شود.
- سنگاپور
- تایوان
  - نیروی هوایی تایوان: ۹۶۰ فروند در اصل برای تجهیز جنگنده‌های میراژ۲۰۰۰ خریداری شد. مؤسسه ملی علم و فناوری چونگ شان وظیفه ارتقای این موشک را در سال ۲۰۱۶ بر عهده گرفته‌است.
- تایلند

- امارات متحده عربی
  - نیروی هوایی امارات متحده عربی: در میراژ ۲۰۰۰.
  - نیروی دریایی امارات متحده عربی

کاربران احتمالی:
- مالزی

- - نیروی دریایی سلطنتی مالزی: میکا وی ال-ام برای پنج ناوچه کلاس ماهاراجا للا در حال ساخت انتخاب شده‌است.
- کرواسی

- - نیروی هوایی کرواسی: با خرید جت‌های جنگنده رافال، موشک‌های میکا در نسخه‌های هدایت شونده راداری و مادون قرمز خریداری خواهد شد.
- بلغارستان

- - نیروی دریایی بلغارستان: در سپتامبر ۲۰۲۲، دولت بلغارستان تصمیم به خرید میکا وی ال برای دو کشتی گشتی آینده نیروی دریایی بلغارستان گرفت. اولین کشتی در حال ساخت است و در سال ۲۰۲۵ راه اندازی می‌شود.
- اوکراین
  - نیروی دریایی اوکراین